# De cive
Il De cive (Il cittadino) di Thomas Hobbes, pubblicato nel 1642, fa parte dei suoi Elementi di filosofia, affiancandosi al De Corpore ed al De Homine. Il De Cive, rielaborato e sviluppato, ha dato origine al capolavoro di Hobbes, il Leviatano, del 1651. L'opera tratta della contrapposizione sostanziale tra stato di natura e stato civile.

## Contenuto
L'idea che il filosofo fa emergere dal testo è che l'uomo prima della nascita dello stato civile si trova in uno stato di natura, stato retto da leggi (leggi di natura) che vincolano solo in coscienza e che quindi non sono in grado di garantirne la sicurezza. Per ovviare a questo l'uomo decide di passare allo stato civile, solo stato che può garantire l'incolumità della vita a chi ne fa parte. È solo in quest'opera di Hobbes che ricorre, coniata da lui stesso nella parallela stesura in latino, la locuzione bellum omnium contra omnes.
L'immagine del frontespizio «si presenta diviso in verticale e in orizzontale. La parola RELIGIO costituisce il limite superiore di questo nostro mondo e la base di quello divino. Significa così la sua funzione di punto d'arrivo della cultura umana e di apertura al trascendente. In alto, è rappresentato il Giudizio Universale, nel quale il giudice celeste divide in eterno i dannati dai salvati. In basso, a destra, c'è la statua di un selvaggio sul cui piedistallo è incisa la parola LIBERTAS. Sullo sfondo c'è un paesaggio naturale incolto. È il mondo della libertà primitiva, senza freni ma esposta a ogni pericolo e del tutto priva dei vantaggi del vivere ordinato e civile. 
A sinistra, c'è la statua di una donna con corona, spada e bilancia. Sul suo piedistallo c'è la parola IMPERIUM. Sullo sfondo c'è un paesaggio in cui s'intravedono uomini al lavoro e, in lontananza, delle costruzioni. La figura femminile dona grazia al potere politico, ma la spada e la scritta del piedistallo ne segnalano la necessaria durezza. La contrapposizione tra la vita libera ma disordinata e la vita ordinata dall'imperium della spada riflette quella superiore fra i dannati e i salvati. Il messaggio è chiaro: o la libertà individuale, garantita dal diritto naturale, al prezzo di una vita senza sicurezza e senza i benefici della civiltà, cioè una vita dannata, o la sicurezza ordinata e i vantaggi della vita associata e ordinata al prezzo dell'obbedienza incondizionata al potere, all'IMPERIUM. 
Fra lo stato di natura e la vita civile c'è un grande drappo a forma di anfora con il titolo dell'opera e una citazione biblica tratta dai Proverbi (Vulgata 8, 15): Per me Reges regnant et legum conditores iusta decernunt ("Per mezzo mio regnano i re e i magistrati emettono giusti decreti": 8, 15). Quel drappo così grande significa che il passaggio dallo stato naturale alla società civile richiede una grande mediazione culturale: la natura non lo promuove, come ben sapevano gli antichi che ricorrevano ai miti e all'arte per ottenere l'obbedienza al potere costituito. La filosofia greca, soprattutto quella aristotelica, ha esposto la giustizia a discussioni devastanti. La nuova scienza politica, modellata sulla matematica e sulla fisica galileiana, è il ponte che porta dalla libertà selvaggia e dannata alla salvezza, all'ordine dell'imperium.»